# 西川真規子
西川 真規子（にしかわ まきこ、1966年6月8日 - ）は、日本の経営学者。学位は、社会学博士 (オックスフォード大学) 。法政大学大学院経営学研究科教授。法政大学経営学部経営学科教授。日本労使関係研究協会 会員、日本社会学会 会員。

## 略歴
大阪府出身。1989年 - 大阪大学経済学部経済学科卒業、株式会社三菱銀行入社。
1993年 - 英オックスフォード大学社会科学研究科 社会学専攻 博士前期修了。
1997年 - 英オックスフォード大学社会科学研究科 社会学専攻 博士後期修了、東京都立労働研究所 研究員。
1998年 - 東京大学社会科学研究所 助手。
2002年 - 法政大学経営学部助教授 法政大学大学院経営学研究科助教授。
2007年 - 法政大学経営学部教授 法政大学大学院経営学研究科教授。
2009年 - オックスフォード大学ナフィールドカレッジ　客員研究員。

## 著作等

### 単著・共著・編著
- 『知識経済をジェンダー化する - 国際比較の観点から』（Palgrave, Macmillan 2007年）
- 『ケアワーク 支える力をどう育むか―スキル習得の仕組みとワークライフバランス』（日本経済新出版社、2008年）
- 『知識社会をジェンダー化する—労働組織・規制・福祉国家』（ミネルヴァ書房、2016年）
- 『はじめての組織行動論』（新世社、2021年）

## 専門分野
- 組織行動論
- 経済社会学